# Protactinium-231
Protactinium-231 of 231Pa is de meest stabiele, radioactieve isotoop van protactinium. Protactinium is een actinide waarvan op Aarde alleen sporen voorkomen in ertslagen met uranium, thorium en andere actiniden.
Protactinium-231 kan ontstaan door radioactief verval van neptunium-235 en thorium-231.
{\displaystyle {\ce {{^{235}_{93}Np}->{^{231}_{91}Pa}+\,_{2}^{4}\alpha }}}
{\displaystyle {\ce {{^{231}_{90}Th}->{^{231}_{91}Pa}+{e^{-}}+{\bar {\nu }}_{e}}}}

## Radioactief verval
Protactinium-231 vervalt vrijwel geheel naar de radio-isotoop actinium-227 onder uitzending van alfastraling:
{\displaystyle {\ce {{^{231}_{91}Pa}->{^{227}_{89}Ac}+\,_{2}^{4}\alpha }}}
Een zeer klein deel van de kernen vervalt via clusterverval of spontane splijting.
Van 1,34 × 10−9 % van de kernen splitst zich een 24Ne-cluster af, met vorming van thallium-207:
{\displaystyle {\ce {^231_91Pa -> ^207_81Tl + ^24_10Ne}}}
Ongeveer 3 × 10−10% van de kernen splijt spontaan.
Van 10−12% van de kernen splitst zich een 23F-cluster af, met vorming van lood-208:
{\displaystyle {\ce {^231_91Pa -> ^208_82Pb + ^23_9F}}}
De halveringstijd van protactinium-231 bedraagt ongeveer 33.000 jaar.
211Pa · 212Pa · 213Pa · 214Pa · 215Pa · 216Pa · 217Pa · 217mPa · 218Pa · 219Pa · 220Pa · 221Pa · 222Pa · 223Pa · 224Pa · 225Pa · 226Pa · 227Pa · 228Pa · 229Pa · 229mPa · 230Pa · 231Pa · 232Pa · 233Pa · 234Pa · 234mPa · 235Pa · 236Pa · 237Pa · 238Pa · 239Pa · 240Pa · 241Pa